# المأمون البطائحي
المأمون البطائحي كان وزير الخلافة الفاطمية بعد الأفضل شاهنشاه بن بدر الدين الجمالي الذي قتله الآمر بأحكام الله الفاطمي لتدخُّله في شؤون الحكم. في عهد الحروب الصليبية على الشام ولا يعرف عنه الكثير لقلة المصادر وهو ثالث الوزاء الأقوياء في العصر الفاطمي الثاني المعروف بعصر نفوذ الوزراء أو الوزراء الملوك الذي بدأ ببدر الدين الجمالي وانتهى بصلاح الدين الأيوبي.